# Ala-Arriba
Ala-Arriba! es una expresión usada por la comunidad pesquera de Póvoa de Varzim (Portugal) y significa "fuerza (para arriba)". El concepto refleja la ayuda mutua entre los habitantes y hoy sirve de lema para la comunidad.
La expresión se usaba cuando los habitantes empujaban los barcos hacia la playa. Este hábito comunitario fue desapareciendo con la construcción del puerto, aunque sin embargo todavía era esporádicamente visible tanto en la ciudad como en Aver-o-Mar (una aldea pesquera vecina) hasta la década de 1980.
La película Ala-Arriba!, docufiction de la década de 1940, usó esta expresión como título y retrata una historia ficticia, aunque muy ilustrativa, sobre la comunidad pesquera poveira.

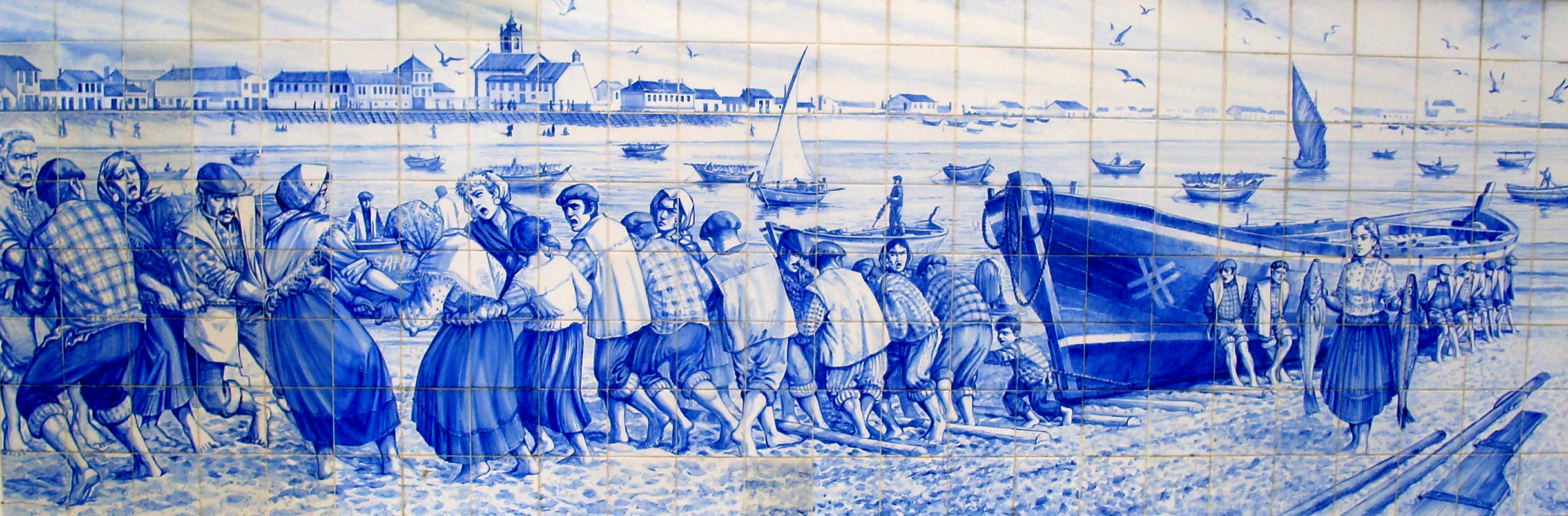
Azulejo que representa la "Ala-Arriba" (es decir, el arrastre de los barcos hacia la playa por la comunidad).

## Música Ala-Arriba
La música popular Ala-Arriba sirve de himno para la ciudad, aunque no es oficial dado que los municipios no tienen himno.
Póvoa Terra querida
Como tu não há igual
És ainda a mais bonita
Que existe em Portugal
Ala-arriba pela Póvoa
Terra nossa bem amada
Ala-arriba pela Póvoa
Terra nossa abençoada
Póvoa Terra bendita
Nossa terra e nosso lar
Enquanto tivermos vida
Havemos de te honrar
Ala-arriba pela Póvoa
Terra nossa bem amada
Ala-arriba pela Póvoa
Terra nossa abençoada